# Paul Ulrich Villard
Paul Ulrich Villard (Saint-Germain-au-Mont-d'Or, 28 september 1860 – Bayonne, 13 januari 1934) was een Frans schei- en natuurkundige. Tijdens zijn onderzoek naar straling afkomstig van radium ontdekte hij in 1900 gammastraling als derde vertegenwoordiger van ioniserende straling.

## Biografie
Villard studeerde in 1881 af aan de École normale supérieure te Parijs, die hij in 1884 voltooide met een agrégatie. Als docent gaf hij in de daaropvolgende jaren les aan verschillende staatslyceums in Parijs, Orléans, Bordeaux, Coutances, Rouen en Montpellier. Met de steun van Marcellin Berthelot werd Villard chargé de conférence aan de wetenschappelijke faculteit van de Universiteit van Montpellier en kon daar experimenteel onderzoek doen. Hij wilde echter terug naar Parijs, dus vroeg hij toestemming om ontheven te worden van zijn onderwijstaken. In Parijs wendde hij zich tot Henri Debray, de directeur van het scheikundig laboratorium van de École normale supérieure, en vroeg of hij in zijn laboratorium mocht werken, wat hem werd verleend. De rest van wetenschappelijke carrière bracht hij door op afdeling scheikunde aan de Rue d'Ulm. In 1904 schonk Robert Lespieau hem zijn eigen kleine laboratorium. 

## Ontdekking van gammastraling
Villard onderzocht de straling die wordt uitgezonden door radiumzouten via een smalle opening van een afgeschermde container op een fotografische plaat, door een 0,2 mm dunne loodfolie waarvan bekend was dat deze alfastraling tegenhoudt. Hij kon aantonen dat de resterende straling uit een tweede en derde soort straling bestond. Eén daarvan werd afgebogen door een magnetisch veld (net als de bekende "kanaalstralen") en kon worden geïdentificeerd met de bètastraling van Rutherford. De laatste type was een zeer doordringende soort straling die nog niet eerder was geïdentificeerd.
Villard was een bescheiden persoon en hij suggereerde geen specifieke naam voor het type straling dat hij had ontdekt. In 1903 was het Ernest Rutherford die voorstelde de stralen van Villard gammastralen te noemen, omdat ze veel doordringender waren dan de alfastralen en bètastralen die hij zelf (in 1899) al had onderscheiden en benoemd op basis van hun respectieve doordringende krachten. Deze naam is blijven hangen.
Villard wordt ook gecrediteerd voor de ontdekking van argonhydraat. Gedurende het eerste deel van zijn carrière (1888-1896) concentreerde hij zich op soortgelijke verbindingen onder hoge druk.

## Erkenning
Voor zijn werk ontving Villard in 1904 de Prix Wilde en in 1907 de Prix La Caze. Op 28 december 1908 werd hij door de Académie des sciences verkozen tot lid van de afdeling Physique Générale, als opvolger van Éleuthère Mascart. Daarnaast was Villard lid van de Société française de physique, de Société française de électriciens en de Société des amis des sciences, erelid van de Société de radiologie médicale de Paris en corresponderend lid van de Société Industrie de l'Est.
Tegen het einde van zijn leven aanvaardde Villard een "Pension d'honneur" van de Caise Nationale des Sciences. Vanwege zijn verslechterende gezondheid werd hij gedwongen veel tijd buiten Parijs door te brengen en overleed begin 1934 in Bayonne. Villard was officier in het Légion d'honneur.